# Antonio Pérez
Antonio „Poeta” Pérez Delgadillo (ur. 16 kwietnia 1978 w Guadalajarze) – meksykański piłkarz występujący na pozycji bramkarza.

## Kariera klubowa
Pérez rozpoczynał swoją profesjonalną karierę piłkarską w wieku dwudziestu czterech lat na wypożyczeniu z Club Atlas do drugoligowego klubu Nacional de Tijuana, gdzie występował przez rok, pełniąc rolę pierwszego bramkarza, po czym powrócił do występującego w najwyższej klasie rozgrywkowej zespołu Club Atlas z siedzibą w swojej rodzinnej Guadalajarze. Tam początkowo pełnił rolę trzeciego golkipera drużyny, a możliwość częstszych występów otworzyło przed nim powołanie do młodzieżowej reprezentacji pierwszego bramkarza Jesúsa Corony oraz kontuzja rezerwowego Roberto Carlosa Castro. W meksykańskiej Primera División zadebiutował za kadencji szkoleniowca Sergio Bueno, 17 stycznia 2004 w zremisowanym 1:1 spotkaniu z Pueblą. Kilka miesięcy później, po odejściu Corony, został podstawowym golkiperem Atlasu i pozostawał nim przez kolejne dwa lata, po czym stracił miejsce w składzie na rzecz nowo pozyskanego Mario Rodrígueza. W styczniu 2007 był bliski wypożyczenia do drugoligowego Club Celaya, lecz za namową trenera Rubéna Omara Romano zdecydował się ostatecznie pozostać w ekipie. Ogółem barwy Atlasu reprezentował bez większych sukcesów przez cztery lata.
Wiosną 2008 Pérez przeniósł się do drugoligowego zespołu Club León, w którym już w pierwszym sezonie, Clausura 2008, wygrał rozgrywki Primera División A. Pełnił jednak wówczas głównie rolę rezerwowego, a wobec porażki w decydującym dwumeczu z Indios sukces jego drużyny nie zaowocował ostatecznie awansem do najwyższej klasy rozgrywkowej. Na początku 2009 roku, po sześciu miesiącach bezrobocia, został zawodnikiem ekipy Potros Chetumal, będącej filią klubu Atlante FC i również występującą w drugiej lidze. Jesienią 2009 reprezentował natomiast barwy innej filii Atlante, drugoligowego Atlante UTN. W styczniu 2010 powrócił do Leónu, z którym w wiosennym sezonie Bicentenario 2010 doszedł do finału drugiej ligi meksykańskiej, pełniąc już wówczas rolę podstawowego bramkarza drużyny.
W połowie 2010 roku Pérez powrócił do najwyższej klasy rozgrywkowej, podpisując umowę z drużyną Atlante FC z siedzibą w mieście Cancún. Jej barwy reprezentował kolejne dwa i pół roku, z krótką przerwą na półroczne wypożyczenie do drugoligowego Mérida FC, dokąd trafił w styczniu 2011, jednak pełnił wyłącznie funkcję rezerwowego golkipera, nie odnosząc również żadnych osiągnięć. Na początku 2013 roku przeszedł do klubu Querétaro FC, gdzie przez sześć miesięcy nie zdołał rozegrać żadnego spotkania i pozostawał dopiero trzecim bramkarzem, po Sergio Garcíi i Liborio Sánchezie. W późniejszym czasie przeniósł się do zespołu Chiapas FC z miasta Tuxtla Gutiérrez, prowadzonego przez Sergio Bueno, swojego byłego szkoleniowca z Atlasu i Querétaro.
| Sezon     | Klub                | Kraj   | Rozgrywki  | Mecze | Bramki |
| --------- | ------------------- | ------ | ---------- | ----- | ------ |
| 2002/2003 | Nacional de Tijuana | Meksyk | Ascenso MX | 34    | 0      |
| 2003/2004 | Club Atlas          | Meksyk | Liga MX    | 7     | 0      |
| 2004/2005 | Club Atlas          | Meksyk | Liga MX    | 38    | 0      |
| 2005/2006 | Club Atlas          | Meksyk | Liga MX    | 28    | 0      |
| 2006/2007 | Club Atlas          | Meksyk | Liga MX    | 10    | 0      |
| 2007/2008 | Club Atlas          | Meksyk | Liga MX    | 1     | 0      |
| 2007/2008 | Club León           | Meksyk | Ascenso MX | 8     | 0      |
| 2008/2009 | Potros Chetumal     | Meksyk | Ascenso MX | 8     | 0      |
| 2009/2010 | Atlante UTN         | Meksyk | Ascenso MX | 17    | 0      |
| 2009/2010 | Club León           | Meksyk | Ascenso MX | 20    | 0      |
| 2010/2011 | Atlante FC          | Meksyk | Liga MX    | 0     | 0      |
| 2010/2011 | Mérida FC           | Meksyk | Ascenso MX | 10    | 0      |
| 2011/2012 | Atlante FC          | Meksyk | Liga MX    | 3     | 0      |
| 2012/2013 | Atlante FC          | Meksyk | Liga MX    | 0     | 0      |
| 2012/2013 | Querétaro FC        | Meksyk | Liga MX    | 0     | 0      |
| 2013/2014 | Chiapas FC          | Meksyk | Liga MX    |       |        |